# Saint-Hilaire-sur-Puiseaux
Saint-Hilaire-sur-Puiseaux település Franciaországban, Loiret megyében. Lakosainak száma 154 fő (2022. január 1.). Saint-Hilaire-sur-Puiseaux Vimory, Mormant-sur-Vernisson, Oussoy-en-Gâtinais, Ouzouer-des-Champs, Solterre és Varennes-Changy községekkel határos.

## Népesség
A település népessége az elmúlt években az alábbi módon változott:
| Lakosok száma | 155  | 113  | 140  | 177  | 167  | 170  | 175  | 164  | 159  | 154  |
|               | 1968 | 1982 | 1990 | 2006 | 2013 | 2015 | 2017 | 2019 | 2020 | 2022 |